# Cultura galo-romană
Termenul cultura galo-romană se referă la cultura romanizată a Galiei sub stăpânirea Imperiului Roman. Aceasta a fost caracterizată prin adoptarea obiceiurilor și stilului de viață în mod specific, amestecându-le cu cultura galică dinaintea cuceririi Amestecul acesta a fost bine cercetat, dând istoricilor un model cu care se poate compara și contrasta dezvoltările paralele ale romanizării în celelălte provincii romane care nu sunt încă cunoscute atât de bine, cum ar fi Dacia. Cultura romană a fost, desigur, cea mai puternică, fapt care a dus la dispăriția limbii galice și păstrarea ei numai la nivelul substratului. În mod asemănător, interpretatio romana a dat zeilor galici, cum ar fi Gobannos, zeul fierarilor, nume latinizate, dar printre invenții mitologice pur galice numai zeița protectoare de cai Epona a penetrat cultura romană peste frontierele Galiei.
Invaziile babrarilor începând cu secolul V timpuriu au provocat mai multe schimbări fundamentale în politică, economie și organizare militară în teritorii de cultura galo-romană. Până în secolul VII, aceasta a persistat în Gallia Narbonensis, dând naștere culturii occitane. Gallia Lugdunensis, la început romanizată și ea, a dezvoltat un alt amestec cultural, dezvoltându-se în cultura merovingiană, elementul galic fiind cel mai vizibil în limbă care a evoluat în franceza de azi.